# Portretni diptih Dürerjevih staršev
Portretni diptih Dürerjevih staršev (ali Dürerjevi starši z rožnimi venci) je skupno ime za dve portretni tabli s konca 15. stoletja nemškega slikarja in grafika Albrechta Dürerja. Prikazujejo umetnikove starše, Barbaro Holper (ok. 1451–1514) in Albrechta Dürerja starejšega (ok. 1427–1502), ko je bila ona stara okoli 39, on pa 63 let. Portreti so neomajni zapisi fizičnih in čustvenih učinkov staranja. Družina Dürer je bila blizu in Dürer je morda namenil table bodisi za prikaz svoje spretnosti svojim staršem ali kot spominke, ko je kmalu zatem potoval kot slikarski popotnik.
Ustvarjeni sta bodisi kot obeska, ki sta zasnovana kot par in namenjena obešenju drug ob drugem ali diptih krila. Vendar je bila ta tvorba morda kasnejša zasnova; Zdi se, da je bil Barbarin portret ustvarjen nekaj časa za portretom njenega moža in nenavadno je, da je mož postavljen na gledalčevo desno stran v parih. Tabla njegovega očeta velja za vrhunsko delo in je bila opisana kot eden Dürerjevih najbolj natančnih in iskrenih portretov. Sta med štirimi slikami ali risbami, ki jih je Dürer naredil o svojih starših, od katerih vsaka nesentimentalno preučuje spremembo učinkov starosti. Njegovi poznejši spisi vsebujejo hvalnice obema staršema, iz katerih sta razvidna ljubezen in spoštovanje, ki ju je čutil do njiju.
Vsaka plošča je merila 47,5 cm x 39,5 cm, leva plošča pa je bila odrezana. Ločeni sta bili vsaj od leta 1628, dokler Barbarin portret, ki je dolgo veljal za izgubljenega, ni bil ponovno dodeljen leta 1977. Tabli sta bili ponovno združeni na razstavi Germanskega narodnega muzeja leta 2012 Zgodnji Dürer.